# Église Notre-Dame d'Avon-les-Roches
L'église Notre-Dame d'Avon-les-Roches est une église paroissiale datant du XIIe siècle, située rue de Feunet à Avon-les-Roches (Indre-et-Loire).

## Histoire
L'église est mentionnée dès 1088, dans le cadre d'une donation à l'abbaye de Noyers. Elle devient ensuite la propriété de l'abbaye de Beaumont-lès-Tours, entre 1200 et 1250.
Au XIIIe siècle, l'église est presque entièrement reconstruite pour adopter un plan possédant une nef à deux vaisseaux, et chœur avec abside, le tout entièrement vouté. Certains éléments de l'église du XIIe siècle sont laissés en place (porche,mur sud, clocher, portail sud), le portail sud étant probablement déplacé.
En 1823, la flèche datant du XVIe siècle est entièrement refaite sur une hauteur de quatre mètres.
L'église fait l'objet d'un classement au titre des monuments historiques  par arrêté du 7 mai 1908.

## Architecture
L'église est construite en pierre de taille de calcaire et couverte d'ardoises (sauf la flèche). Elle est de style angevin.
Elle présente un plan allongé, démarrant par un porche, puis se prolongeant par une nef à deux vaisseaux (vaisseau principal et collatéral au nord) de trois travées chacune, bordées de voûtes d'ogives bombées. Le chœur, de deux travées de long présente les mêmes voûtes comprend deux travées. Il se termine par une abside à cinq pans. 
On note dans l'église la présence de nombreux graffiti. Une inscription commémorant la mort de Charles le Téméraire en 1476 y est visible :  « L'AN MYL IIIC LXXVI devant Nan[cy] dedans Lorrene fut tué le duc de Bourgoigne la vigille de la typhaine ». 

## Galerie

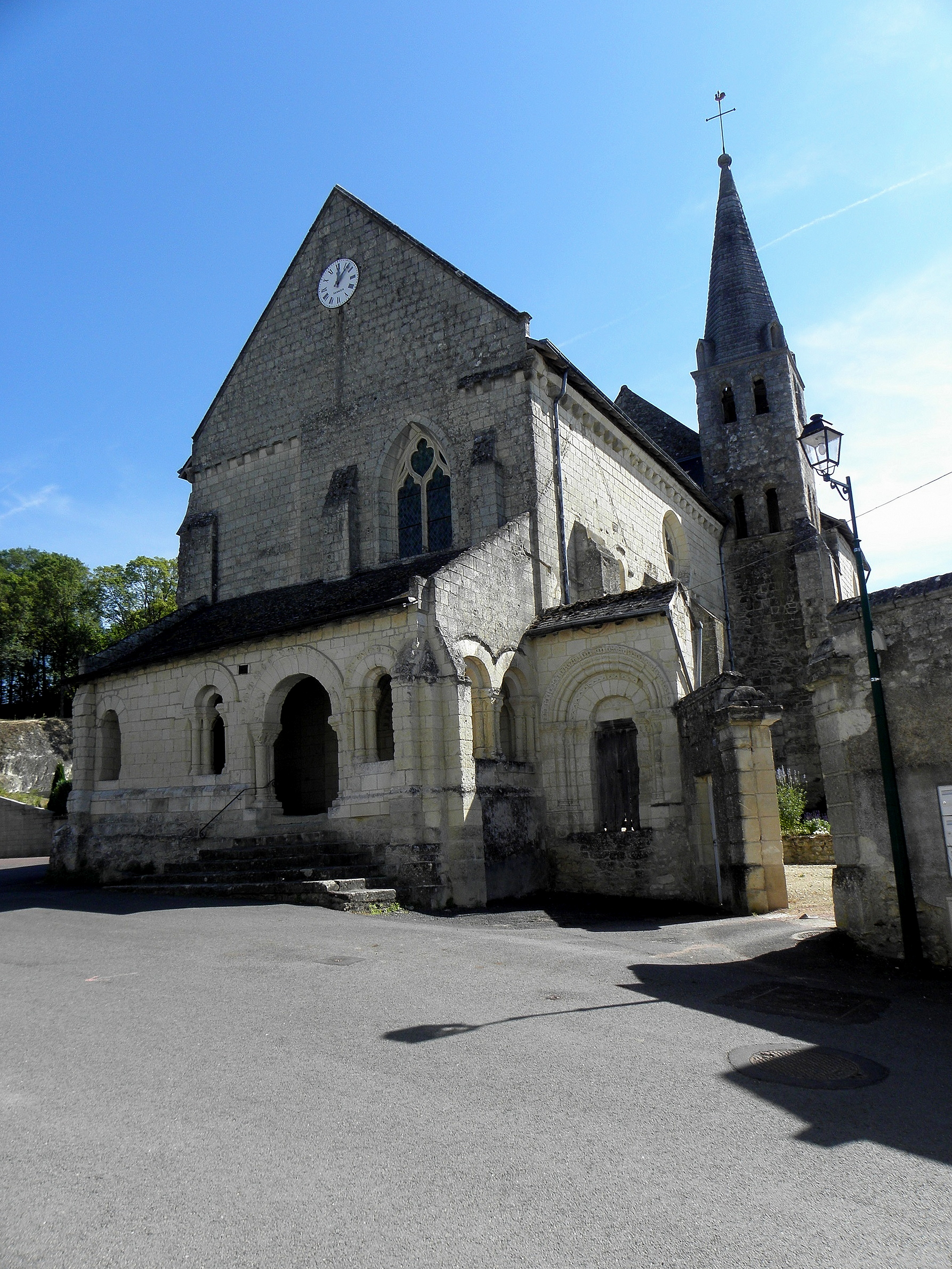
Façade occidentale
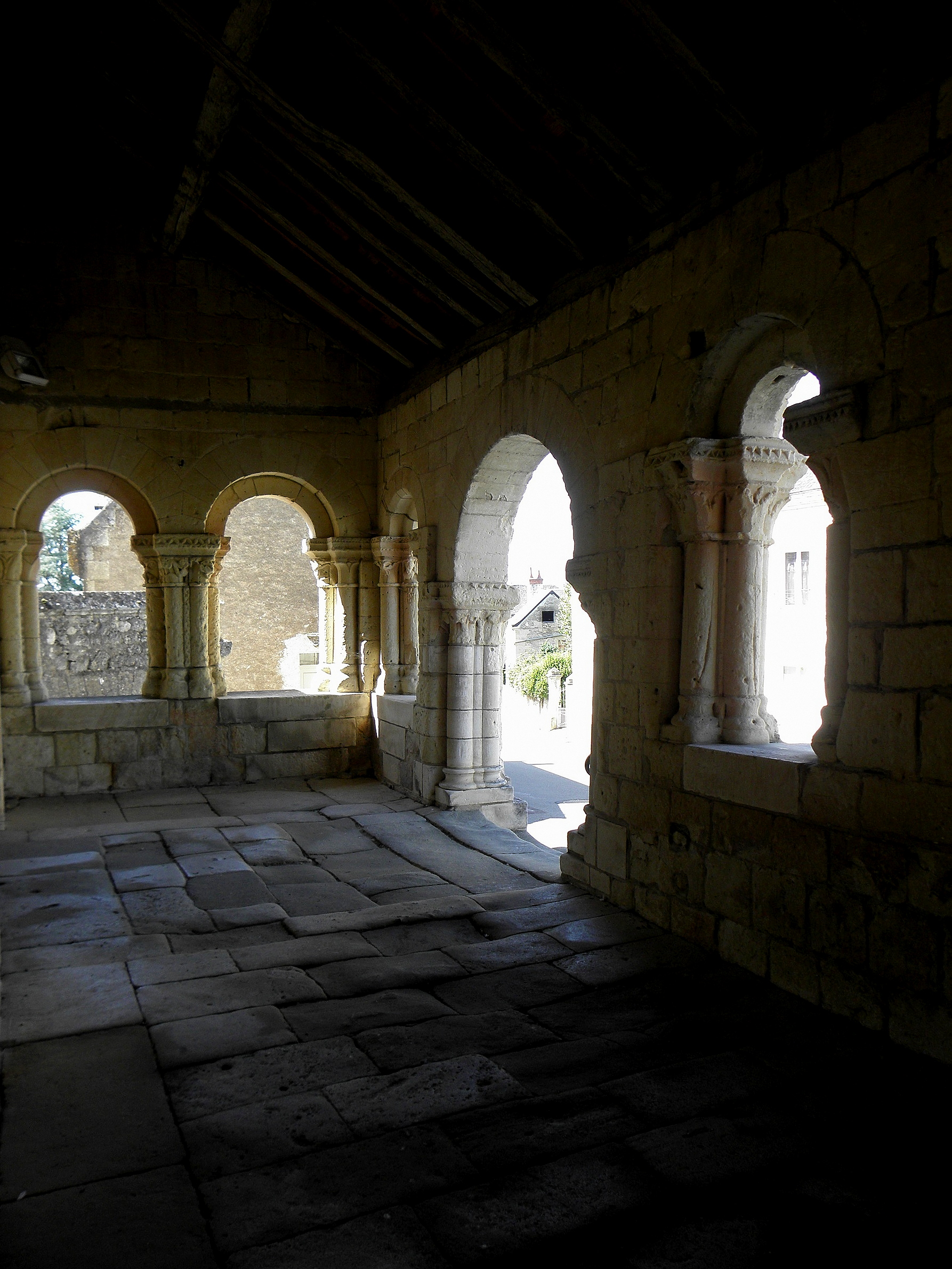
Intérieur du porche

## Mobilier
L'église conserve un bénitier et des fonts baptismaux d'origine (XIIe siècle), ainsi qu'un le retable en bois doré l'autel datant du XVIIe siècle. Les autres, pièces, majoritaires, datent de la fin du XIXe siècle ou du début du XXe siècle. De cette période, on connaît le nom de plusieurs artisans : Dumont et Lelièvre (facteur d'orgues), Auguste Evellin (fabricant d'orfèvrerie et de paramentique), Rouillard (fabricant de statues), Fournier et Clément (peintre-verrier) et Pierre Pouplard (fabricant et marchand d'ornements religieux).